# Chlamydopsis proliferans
Chlamydopsis proliferans är en svampart som beskrevs av Hol.-Jech. & R.F. Castañeda 1986. Chlamydopsis proliferans ingår i släktet Chlamydopsis, divisionen sporsäcksvampar och riket svampar.   Inga underarter finns listade i Catalogue of Life.